# Friederike Auguste Sophie av Anhalt-Bernburg
Friederike Auguste Sophie av Anhalt-Bernburg, född 28 augusti 1744, död 12 april 1827, var en furstinna av Anhalt-Zerbst 1764-1793; gift med furst Fredrik August av Anhalt-Zerbst och svägerska till Katarina den stora. 
Från 1793 till 1806 var hon guvernör i Jever i Katarinas ställe.

## Biografi
Friederike gifte sig 1764 med Fredrik August av Anhalt-Zerbst. Paret levde inte i Anhalt-Zerbst på grund av att maken var i konflikt med Preussen, utan bosatte sig i Basel. De fick inga barn. Makarna separerade 1780, då maken flyttade till Luxemburg. 
År 1793 dog maken barnlös och hans rike delades upp av hans släktingar. Området Jever hade kvinnlig tronföljd och tillföll därför hans syster Katarina den stora. Katarina utnämnde Friederike att regera Jever i hennes ställe. 
Hon beskrivs som en aktiv regent, som införde flera reformer. 
Hon avsattes då Jever erövrades av Napoleon I 1806. Hon levde sedan med sin syster på slottet Coswig.